# Rhipicephalus carnivoralis
Rhipicephalus carnivoralis är en fästingart som beskrevs av Walker 1966. Rhipicephalus carnivoralis ingår i släktet Rhipicephalus och familjen hårda fästingar. Inga underarter finns listade i Catalogue of Life.